# Lepidus
Lepidus was een populair cognomen in de gens Aemilia (in de keizertijd ook in andere gentes) dat zoiets betekent als "charmant", "elegant", "grappig".
Namen in deze tak van de gens Aemilia zijn:
- Aemilia Lepida (vrouwennaam)
- Lucius Aemilius Lepidus
- Manius Aemilius Lepidus
- Mamercus Aemilius Lepidus
- Mamercus Aemilius Lepidus Livianus
- Marcus Aemilius Lepidus (doorverwijspagina)
- Marcus Aemilius Lepidus Porcina
- Paullus Aemilius Lepidus
- Quintus Aemilius Lepidus